# Fedora (1978.)
Fedora je drama Billyja Wildera snimljena 1978. prema kratkoj pripovijesti Thomasa Tryona.

## Radnja
Ostarjela filmska zvijezda Fedora, nakon godina provedenih daleko od javnosti, umire u Parizu. Tijekom njezinog pogreba poznati filmski producent prisjeća se posljednja dva tjedna njezinog života i razmišlja o brižno čuvanoj glumičinoj tajni. Priča počinje na grčkom otoku Krfu, gdje se zvijezda povukla u svoj vlastiti svijet zaštićen od javnosti. Živi u vili na osami s jednom medicinskom sestrom, starom poljskom groficom i plastičnim kirurgom, koji joj je uspio sačuvati vječno mladi izgled. Duševni mir glumice narušava se kada joj producent ponudi scenarij za film Ana Karenjina. Fedora sa svojom pratnjom tajanstveno bježi u Pariz gdje se zatvara u svom "azilu". Njezin život po posljednji put doživljava dramatični obrat.

## Glavne uloge
- William Holden: Barry 'Dutch' Detweiler
- Marthe Keller: Fedora / Antonia Sobrianski
- Hildegard Knef: Grofica Sobryanski / Fedora
- José Ferrer: Dr. Vando
- Frances Sternhagen: gospođica Balfour
- Mario Adorf: upravitelj hotela
- Hans Jaray: Sobryanski
- Stephen Collins: mladi Barry
- Henry Fonda: predsjednik Akademije
- Michael York glumi samog sebe

## Zanimljivosti
Uloga i karijera Fedore u kratkoj pripovijesti Toma Tryona zasniva se na elementima iz života i karijera Marlene Dietrich, Grete Garbo, Pole Negri, Olge Tschechowe i Elfi von Dassanowsky.
Uloga Fedore prvotno je ponuđena glumici Faye Dunaway, a grofice Sobryanski Marlene Dietrich.
Režiseru Billy Wilderu filmska kritika je zamjerila da je snimio plagijat vlastitog filma "Sunset Boulevard" ("Bulevar sumraka") iz 1950. godine.

## Nagrade
- 1982. nagrada Fotogramas de Plata za najbolji inozemni film, podijeljena s filmom Atlantic City iz 1980. godine.